# Crescenzio Nomentano
Crescenzio Nomentano, noto anche come Crescenzio II e Crescenzio il Giovane, (Roma, ... – Roma, 998), è stato un nobile italiano.
Crescenzio era figlio di Crescenzio de Theodora, detto anche Crescenzio il vecchio. Fu a capo dell'aristocrazia della Roma medievale. Durante la minore età dell'imperatore Ottone III, si autonominò patrizio di Roma (Patricius Romanorum) e si rese de facto sovrano della città. Dopo essere stato deposto guidò una rivolta, prese il controllo di Roma, ed elesse un antipapa, ma la rivolta fallì e Crescenzio alla fine fu giustiziato.

## Biografia

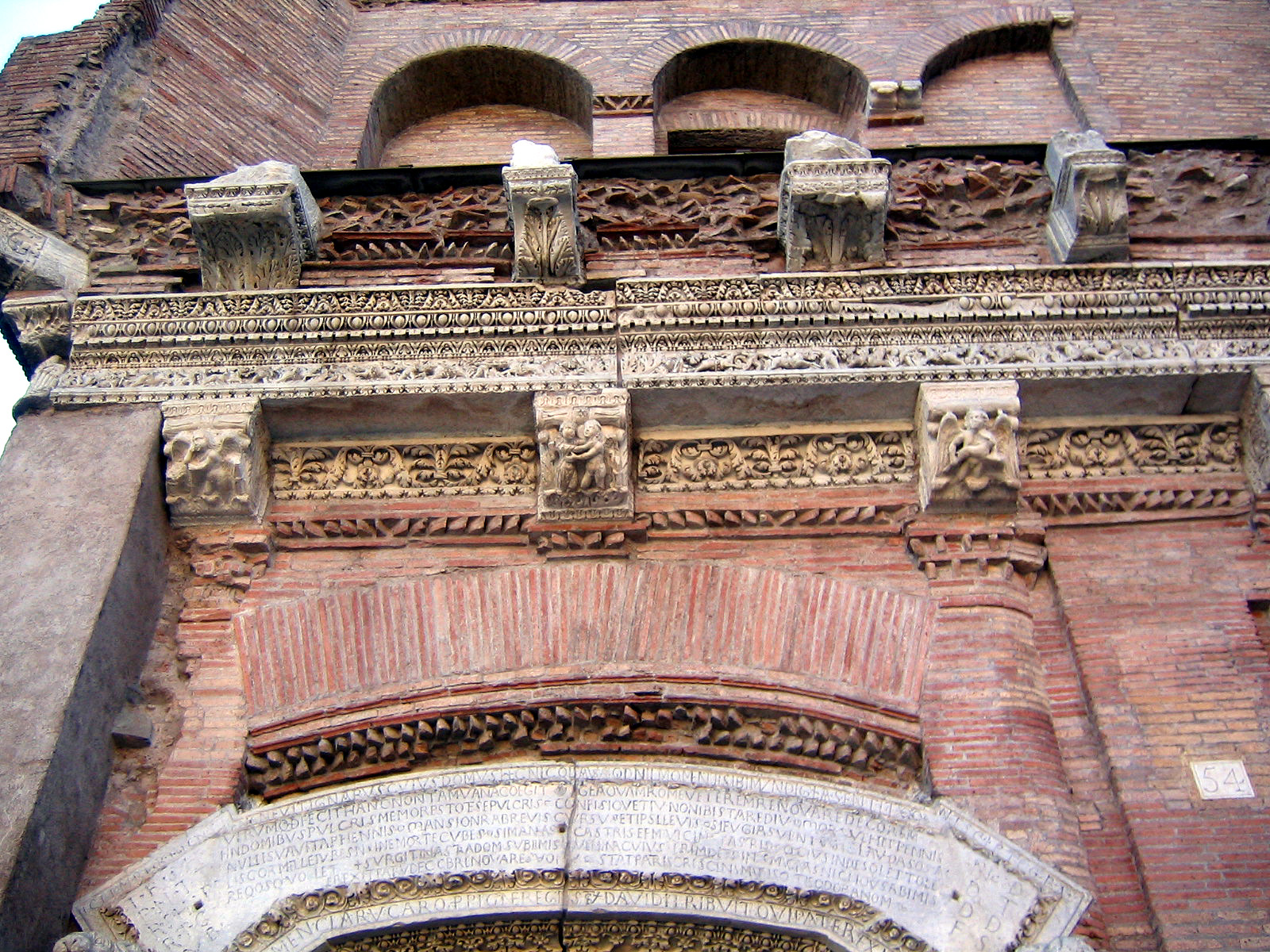
La case dei Crescenzi, presso la Bocca della Verità.

Le aspirazioni dell'aristocrazia romana non erano svanite con la morte di Crescenzio vecchio. Quest'ultimo lasciò un figlio, chiamato anche Crescenzio, che dopo la morte dell'antipapa Bonifacio VII prese le redini del potere nelle sue mani. Le circostanze sembravano essere particolarmente favorevoli. L'imperatore Ottone III (985-96) era ancora un bambino, e l'imperatrice madre, Teofano, sebbene fosse una principessa energica, era lontana da Roma. Crescenzio il Giovane prese il titolo di "Patricius Romanorum", con il quale intendeva esprimere la sua autorità su Roma, anche se non completamente indipendente dall'autorità imperiale; si considerava luogotenente del Sacro Romano Imperatore. È molto probabile che l'elezione di Papa Giovanni XV (985-996), succeduto a Bonifacio VII, sia stata compiuta con la partecipazione di Crescenzio, anche se i particolari di quella elezione sono sconosciuti. In alcuni documenti ufficiali dell'epoca, pubblicati dal papa, il nome di Crescenzio e il suo titolo di "Patrizio" appaiono insieme al nome di Giovanni XV; e per un certo numero di anni, Crescenzio esercitò la sua autorità apparentemente senza opposizione. Quando l'imperatrice Teofano giunse a Roma nel 989, si comportò come imperatrice e sovrana, lasciando Crescenzio in una posizione subordinata.

### Perdita del potere
Nel frattempo, il giovane imperatore Ottone III assunse le redini del governo e nel 996 fece il suo primo viaggio in Italia, indotto da varie considerazioni, soprattutto dagli appelli di papa Giovanni XV. Tuttavia, la morte raggiunse il papa all'inizio dell'aprile 996, prima che Ottone raggiungesse Roma. I Romani e il loro capo, Crescenzio, non si preoccuparono in questo momento di nominare un successore del papa defunto. Mandarono una delegazione all'imperatore con la richiesta di fornire un candidato adatto per il soglio pontificio. Ottone III era a Ravenna quando arrivarono i delegati da Roma. Dopo aver consultato i suoi consiglieri, scelse il cugino Bruno, un giovane ecclesiastico, di soli ventitré anni, che sembrava avere le qualifiche necessarie. All'inizio di maggio fu consacrato a Roma come Gregorio V, primo papa di nazionalità tedesca. Poche settimane dopo lo stesso Ottone III fu incoronato a Roma dal nuovo papa (21 maggio) nella basilica di San Pietro.
Il 25 maggio il papa e l'imperatore tennero a San Pietro un sinodo, che era allo stesso tempo un'alta corte di giustizia. I ribelli Romani, tra cui Crescenzio, che aveva amareggiato gli ultimi anni del pontificato di Papa Giovanni XV, furono chiamati a dare conto delle loro azioni. Il risultato fu che un certo numero, tra cui Crescenzio, fu condannato all'esilio. Papa Gregorio V, che desiderava inaugurare il suo pontificato con atti di misericordia, supplicò per il colpevole e l'Imperatore ritirò la sua sentenza di esilio. Crescenzio fu privato del titolo di "Patrizio", ma gli fu permesso di vivere in ritiro a Roma.

### Rivolta
La clemenza mostrata a Crescenzio dal papa fu ripagata con atti di violenza. Solo pochi mesi dopo la partenza dell'imperatore per la Germania scoppiò una rivolta a Roma sotto la guida di Crescenzio. Il papa straniero e i numerosi ufficiali stranieri installati negli stati papali costituivano un'offesa agli occhi dei romani. Nel settembre del 996, il papa fu costretto a fuggire con solo pochi assistenti. A Pavia tenne un sinodo nel febbraio 997, in cui pronunciò la sentenza di scomunica contro Crescenzio, come usurpatore e invasore della Chiesa di Roma. Crescenzio, lungi dall'essere mosso da questi procedimenti contro di lui, completò la sua opera di ribellione nominando un antipapa, Giovanni Filagato, vescovo di Piacenza, che era appena tornato da un'ambasciata a Costantinopoli per conto di Ottone III. Giovanni era nato a Rossano, in Calabria ed era di lingua greca e doveva la sua elezione episcopale all'imperatrice Teofano e al figlio, ma era disposto a tradire il suo padrone.
Nel febbraio 998, Ottone III tornò a Roma con Papa Gregorio V e prese possesso della città senza troppe difficoltà. L'antipapa cercò sicurezza nella fuga, mentre Crescenzio si chiuse a Castel Sant'Angelo a Roma. Giovanni XVI fu presto catturato dagli emissari dell'Imperatore; il suo naso e le sue orecchie furono tagliati, gli occhi e la lingua furono strappati, e in questa condizione pietosa fu costretto a cavalcare all'indietro su un asino. Per intercessione di Nilo da Rossano, un suo compatriota, la sua vita fu risparmiata: fu inviato al monastero di Fulda, in Germania, dove morì verso il 1001. Verso la fine di aprile Castel Sant'Angelo fu espugnato da Eccardo I di Meißen; Crescenzio fu fatto prigioniero e decapitato; il suo cadavere fu appeso a una forca eretta su Monte Mario. Successivamente i suoi resti furono sepolti nella basilica di San Pancrazio sul Gianicolo.